# Casa dell'Atrio a Mosaico

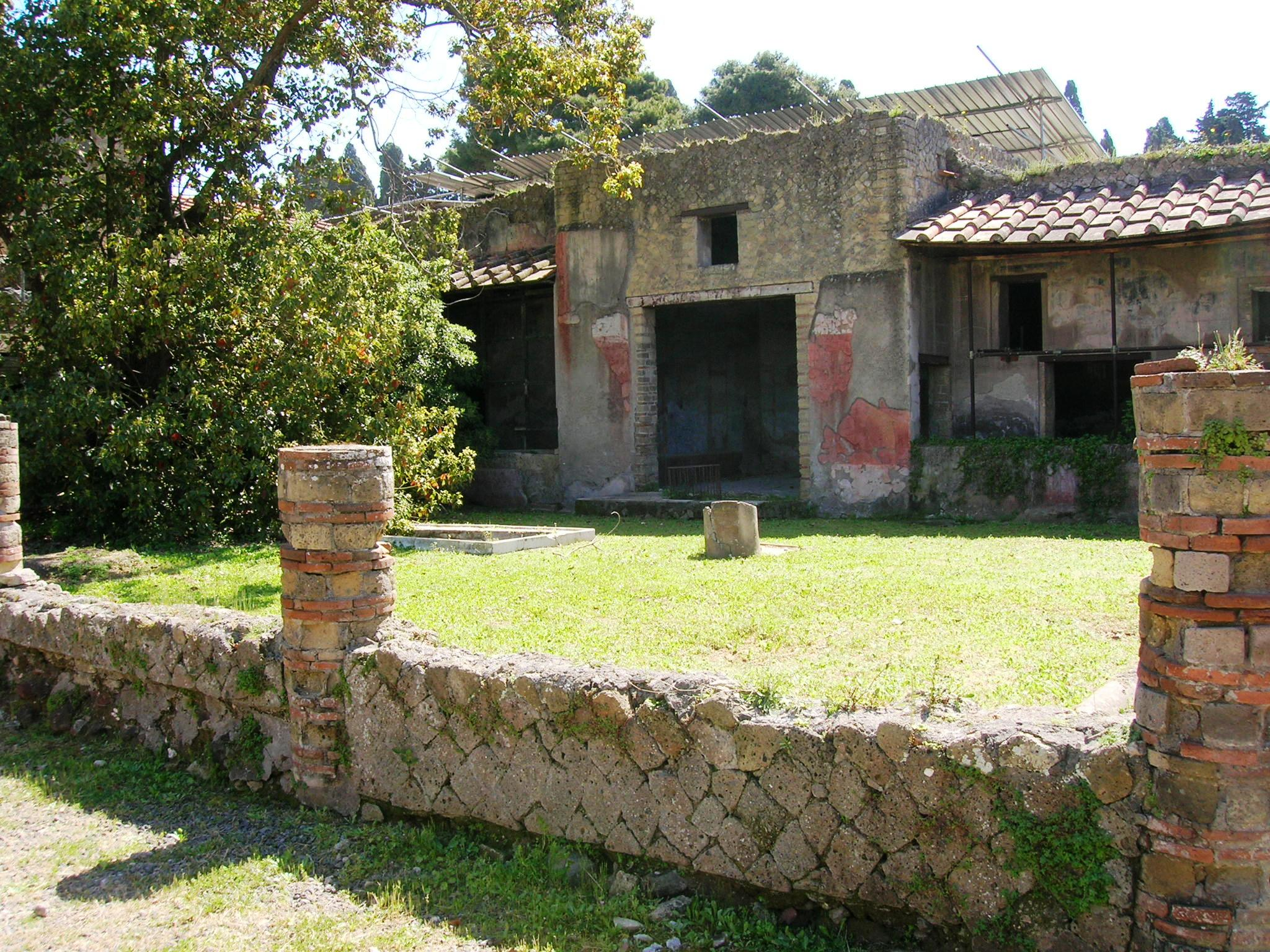
Il peristilio

La casa dell'Atrio a Mosaico è una casa di epoca romana, sepolta durante l'eruzione del Vesuvio del 79 e ritrovata a seguito degli scavi archeologici dell'antica Ercolano: è così chiamata per via dell'atrio che presenta una pavimentazione a mosaico.

## Storia e descrizione
La casa, così come il resto della città, venne sepolta sotto una coltre di fango dall'eruzione vesuviana nel 79: venne quindi esplorata tramite cunicoli durante le indagini promosse dalla dinastia borbonica nel XVIII secolo e riportata alla luce nel XX secolo a seguito degli scavi condotti da Amedeo Maiuri.

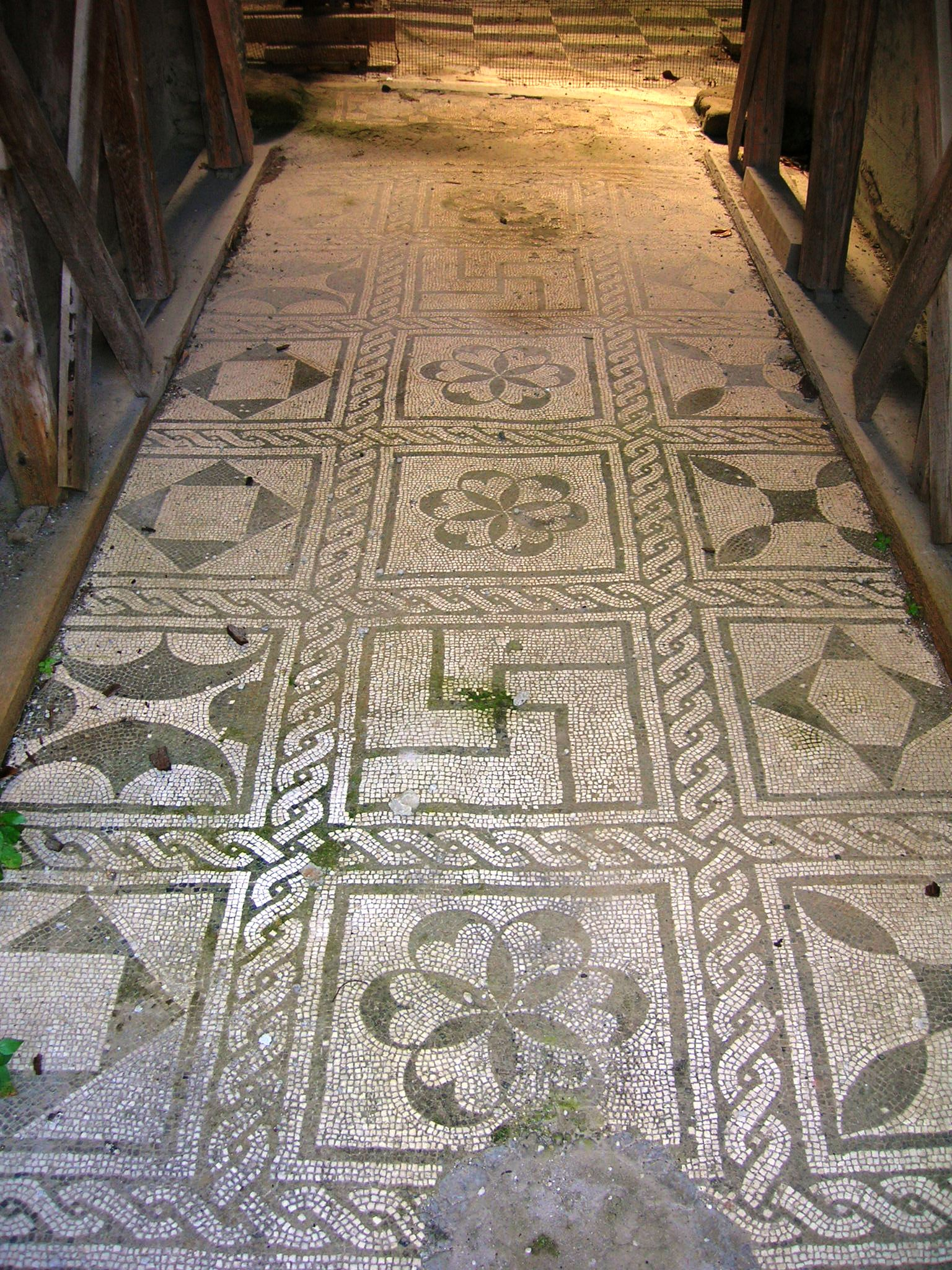
La pavimenzione delle fauci

La casa dell'Atrio a Mosaico ha un'estensione di circa milleduecento metri quadrati e l'ingresso principale è posto lungo il cardo IV; le fauci hanno una decorazione parietale caratterizzata da affreschi in quarto stile, mentre il pavimento è mosaico con la riproduzione di disegni geometrici e fiori stilizzati: un'apertura su entrambe le pareti conduce ad ambienti di servizio, uno dei quali possiede i resti di una scala che conduceva al piano superiore. L'atrio ha un impluvium centrale rivestito in marmo, la pavimentazione è anche in questo caso a mosaico dalla forma di una scacchiera in bianco e nero, eccetto lungo il perimetro dell'impluvium dove forma una doppia cornice in nero diversi disegni: il pavimento è caratterizzato inoltre da una sorta di deformazione provocata dai flussi piroclastici durante l'eruzione del 79 che mettono anche in evidenza resti di strutture murarie appartenenti ad una casa precedente. Sul fondo dell'atrio originariamente era posto il tablino, trasformato in seguito, secondo il Maiuri, in un oecus egizio, unico esempio nell'area vesuviana, ossia una sorta di sala da pranzo, come descritto da Vitruvio: questo è diviso in tre navate da due file di pilastri rivestiti in stucco, sui quali poggia il secondo piano, con finestre a lucernaio; la forma dell'ambiente ricorda quella di una basilica ed era probabilmente destinato all'accoglienza degli ospiti. Dall'atrio si ha accesso anche al peristilio: questo presenta un giardino centrale con fontana rivestita in marmo, alimentata da un castellum aequae posto nei pressi di un ingresso secondario, e circondato su tre lati da un colonnato, con colonne in opera listata, con mattoni che si alternano a blocchi di tufo; in alcune parti lo spazio tra le colonne è stato riempito ricavando dei grossi finestroni. Al centro del lato orientale del peristilio è l'esedra, decorata in quarto stile, con pannelli con zoccolatura in rosso, zona mediana in blu arricchita da disegni di elementi di architettura fantastica ed al centro una scena mitologica, dei quali resistono il Supplizio di Dirce e Diana e Atteone, con la predominanza dei colori neri, bianco e marrone, mentre il pavimento è in opus sectile, racchiuso in una cornice di piastrelle bianche; accanto all'esedra si aprono quattro cubicoli tutti con affreschi in quarto stile in rosso. Lungo il lato sud invece, oltre ad una scala che conduce al piano superiore, si trova il triclinio che ha perso quasi completamente le sue decorazioni parietali: da questo ambiente diverse aperture conducono ai cubicoli circostanti, mentre un portale di maggiori dimensioni porta alla terrazza, costruita sfruttando lo spazio delle vecchie mura di cinta della città, decorata in quarto stile e con pavimento in opus sectile; alle estremità delle terrazze due diaetae con veduta sul mare.